# Mutua Madrid Open 2015
Mutua Madrid Open 2015 byl společný tenisový turnaj mužského okruhu ATP World Tour a ženského okruhu WTA Tour, hraný v parku Manzanares na otevřených antukových dvorcích. Konal se mezi 3. až 10. květnem 2015 ve španělské metropoli Madridu jako 14. ročník mužského a 7. ročník ženského turnaje.
Mužská polovina se po grandslamu řadila do druhé nejvyšší kategorie okruhu ATP World Tour Masters 1000 a její dotace činila 4 185 405 eur. Ženská část měla shodný rozpočet 4 185 405 eur a byla také součástí druhé nejvyšší úrovně okruhu WTA Premier Mandatory.
Vlastníkem turnaje byl k roku 2015 bývalý rumunský profesionální tenista a podnikatel Ion Ţiriac. Nejvýše nasazeným v mužské dvouhře se stal druhý muž žebříčku Roger Federer, jenž po volném losu nestačil ve druhém kole na Australana Nicka Kyrgiose. Druhý madridský titul získal Andy Murray, když ve finále přehrál obhájce trofeje Rafaela Nadala. Mužskou čtyřhru opanovala indicko-rumunská dvojice Rohan Bopanna a Florin Mergea.
Ženskou turnajovou jedničkou v singlu byla americká světová jednička Serena Williamsová, kterou v semifinále vyřadila Petra Kvitová. Ta v následném finále deklasovala Rusku Světlanu Kuzněcovovou po setech 6–1 a 6–2. Připsala si tak druhou madridskou trofej a šestnácté turnajové vítězství na okruhu WTA Tour. Ženskou deblovou soutěž ovládl australsko-kazašský pár Casey Dellacquová a Jaroslava Švedovová.

## Rozdělení bodů a finančních odměn

### Rozdělení bodů
| Soutěž       | vítězové | finalisté | semifinalisté | čtvrtfinalisté | 16 v kole | 32 v kole | 64 v kole | Q  | Q2 | Q1 |
| ------------ | -------- | --------- | ------------- | -------------- | --------- | --------- | --------- | -- | -- | -- |
| dvouhra mužů | 1000     | 600       | 360           | 180            | 90        | 45        | 10        | 25 | 16 | 0  |
| čtyřhra mužů | 1000     | 600       | 360           | 180            | 90        | 0         | —         | —  | —  | —  |
| dvouhra žen  | 1000     | 650       | 390           | 215            | 120       | 65        | 10        | 30 | 20 | 2  |
| čtyřhra žen  | 1000     | 650       | 390           | 215            | 120       | 10        | —         | —  | —  | —  |

### Finanční odměny
| Soutěž                                | vítězové | finalisté | semifinalisté | čtvrtfinalisté | 16 v kole | 32 v kole | 64 v kole | Q2     | Q1     |
| ------------------------------------- | -------- | --------- | ------------- | -------------- | --------- | --------- | --------- | ------ | ------ |
| dvouhra mužů                          | €799 450 | €392 000  | €197 280      | €100 315       | €52 090   | €27 460   | €14 830   | €3 420 | €1 740 |
| dvouhra žen                           | €799 450 | €392 000  | €197 280      | €100 315       | €52 090   | €27460    | €14 830   | €3 420 | €1 740 |
| čtyřhra mužů                          | €247 560 | €121 200  | €60 800       | €31 200        | €16 130   | €8 510    | —         | —      | —      |
| čtyřhra žen                           | €247 560 | €121 200  | €60 800       | €31 200        | €16 130   | €8 510    | —         | —      | —      |
| částky ve čtyřhře jsou uvedeny na pár |          |           |               |                |           |           |           |        |        |

## Dvouhra mužů

### Nasazení
| Stát                          | Hráč                  | ATP | Nasazení |
| ----------------------------- | --------------------- | --- | -------- |
| Švýcarsko                     | Roger Federer         | 2.  | 1.       |
| Spojené království            | Andy Murray           | 3.  | 2.       |
| Španělsko                     | Rafael Nadal          | 4.  | 3.       |
| Japonsko                      | Kei Nišikori          | 5.  | 4.       |
| Kanada                        | Milos Raonic          | 6.  | 5.       |
| Česko                         | Tomáš Berdych         | 7.  | 6.       |
| Španělsko                     | David Ferrer          | 8.  | 7.       |
| Švýcarsko                     | Stan Wawrinka         | 9.  | 8.       |
| Chorvatsko                    | Marin Čilić           | 10. | 9.       |
| Bulharsko                     | Grigor Dimitrov       | 11  | 10       |
| Španělsko                     | Feliciano López       | 12  | 11       |
| Francie                       | Jo-Wilfried Tsonga    | 14. | 12.      |
| Francie                       | Gaël Monfils          | 15. | 13.      |
| Španělsko                     | Roberto Bautista Agut | 16. | 14.      |
| Jižní Afrika                  | Kevin Anderson        | 17. | 15.      |
| USA                           | John Isner            | 18. | 16.      |
| Žebříček ATP k 27. dubnu 2015 |                       |     |          |

### Jiné formy účasti

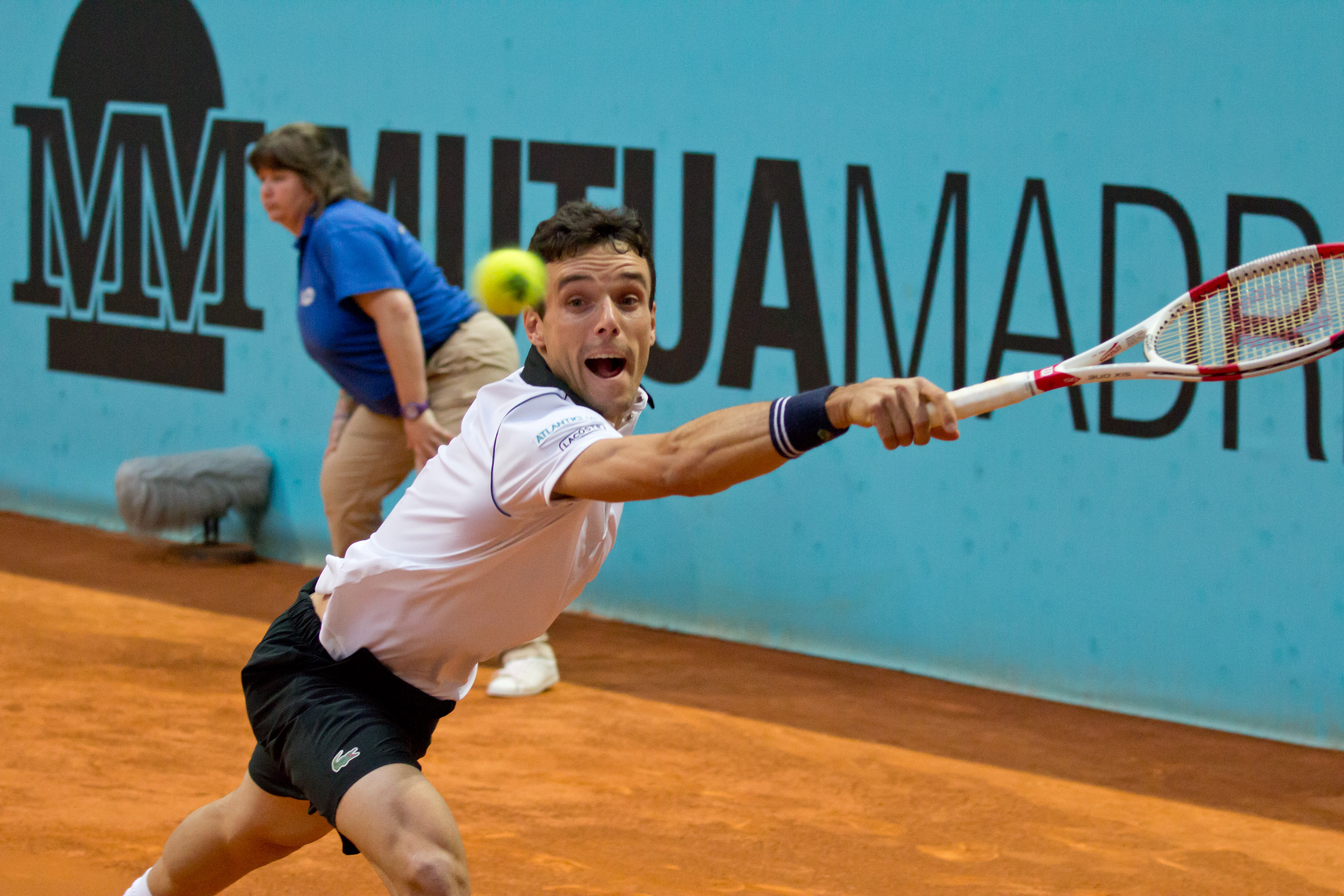
Roberto Bautista Agut

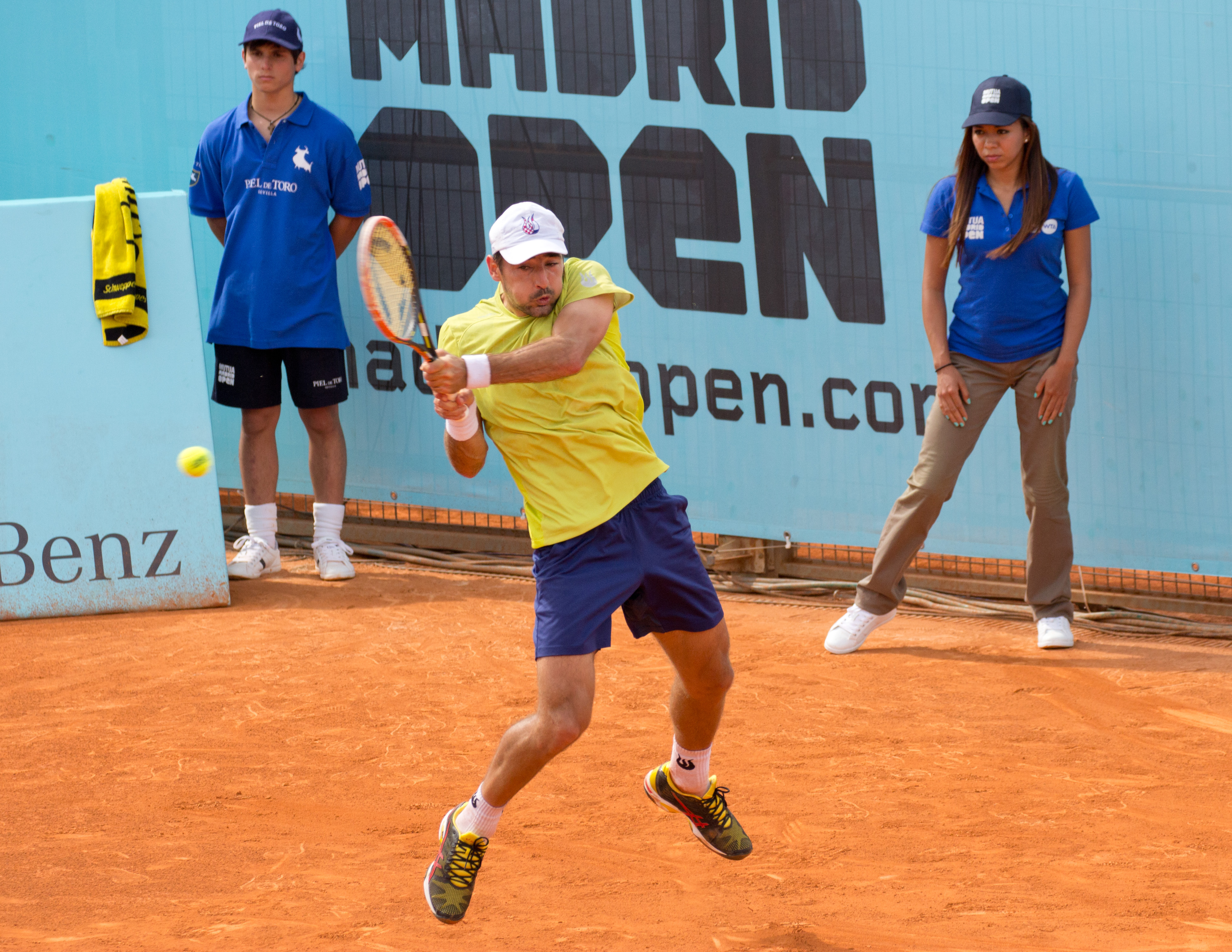
Ivan Dodig

Následující hráčí obdrželi divokou kartu do hlavní soutěže:
- Nicolás Almagro
- Pablo Andújar
- Marius Copil
- Marcel Granollers

Následující hráči postoupili z kvalifikace:
- Thomaz Bellucci
- Alejandro Falla
- Daniel Gimeno Traver
- Alejandro González
- Thanasi Kokkinakis
- Albert Ramos-Viñolas
- Luca Vanni
  -  João Sousa – jako šťastný poražený

### Odhlášení
před zahájením turnaje
- Julien Benneteau → nahradil jej Simone Bolelli
- Novak Djoković → nahradil jej Jiří Veselý
- Tommy Robredo → nahradil jej João Sousa
- Andreas Seppi → nahradil jej Juan Mónaco
- Gilles Simon → nahradil jej Jerzy Janowicz

### Skrečování
- Martin Kližan
- Donald Young

## Mužská čtyřhra

### Nasazení
| Stát                                                                                    | Hráč              | Stát      | Hráč                   | ATP | Nasazení |
| --------------------------------------------------------------------------------------- | ----------------- | --------- | ---------------------- | --- | -------- |
| USA                                                                                     | Bob Bryan         | USA       | Mike Bryan             | 2.  | 1.       |
| Chorvatsko                                                                              | Ivan Dodig        | Brazílie  | Marcelo Melo           | 9.  | 2.       |
| Kanada                                                                                  | Vasek Pospisil    | USA       | Jack Sock              | 13. | 3.       |
| Nizozemsko                                                                              | Jean-Julien Rojer | Rumunsko  | Horia Tecău            | 22. | 4.       |
| Polsko                                                                                  | Marcin Matkowski  | Srbsko    | Nenad Zimonjić         | 26. | 5.       |
| Španělsko                                                                               | Marcel Granollers | Španělsko | Marc López             | 27. | 6.       |
| Kanada                                                                                  | Daniel Nestor     | Indie     | Leander Paes           | 30. | 7.       |
| Francie                                                                                 | Nicolas Mahut     | Francie   | Édouard Roger-Vasselin | 32. | 8.       |
| Žebříček ATP k 27. dubnu 2015; číslo je součtem žebříčkového postavení obou členů páru. |                   |           |                        |     |          |

### Jiné formy účasti
Následující páry obdržely divokou kartu do hlavní soutěže:
- Mahesh Bhupathi /  Nick Kyrgios
- Feliciano López /  Max Mirnyj

Následující pár nastoupil do čtyřhry z pozice náhradníka:
- Steve Johnson /  Sam Querrey

### Odhlášení
před zahájením turnaje
- John Isner (poranění zad)

## Ženská dvouhra

### Nasazení
| Stát                          | Hráčka                    | WTA | Nasazení |
| ----------------------------- | ------------------------- | --- | -------- |
| USA                           | Serena Williamsová        | 1.  | 1.       |
| Rumunsko                      | Simona Halepová           | 2.  | 2.       |
| Rusko                         | Maria Šarapovová          | 3.  | 3.       |
| Česko                         | Petra Kvitová             | 4.  | 4.       |
| Dánsko                        | Caroline Wozniacká        | 5.  | 5.       |
| Kanada                        | Eugenie Bouchardová       | 6.  | 6.       |
| Srbsko                        | Ana Ivanovićová           | 7.  | 7.       |
| Rusko                         | Jekatěrina Makarovová     | 8.  | 8.       |
| Polsko                        | Agnieszka Radwańská       | 9.  | 9.       |
| Španělsko                     | Carla Suárezová Navarrová | 10. | 10.      |
| Německo                       | Andrea Petkovicová        | 11. | 11.      |
| Německo                       | Angelique Kerberová       | 12  | 12       |
| Česko                         | Lucie Šafářová            | 13. | 13.      |
| Česko                         | Karolína Plíšková         | 14. | 14.      |
| Itálie                        | Sara Erraniová            | 15. | 15.      |
| USA                           | Venus Williamsová         | 16. | 16.      |
| Žebříček WTA k 27. dubnu 2015 |                           |     |          |

### Jiné formy účasti

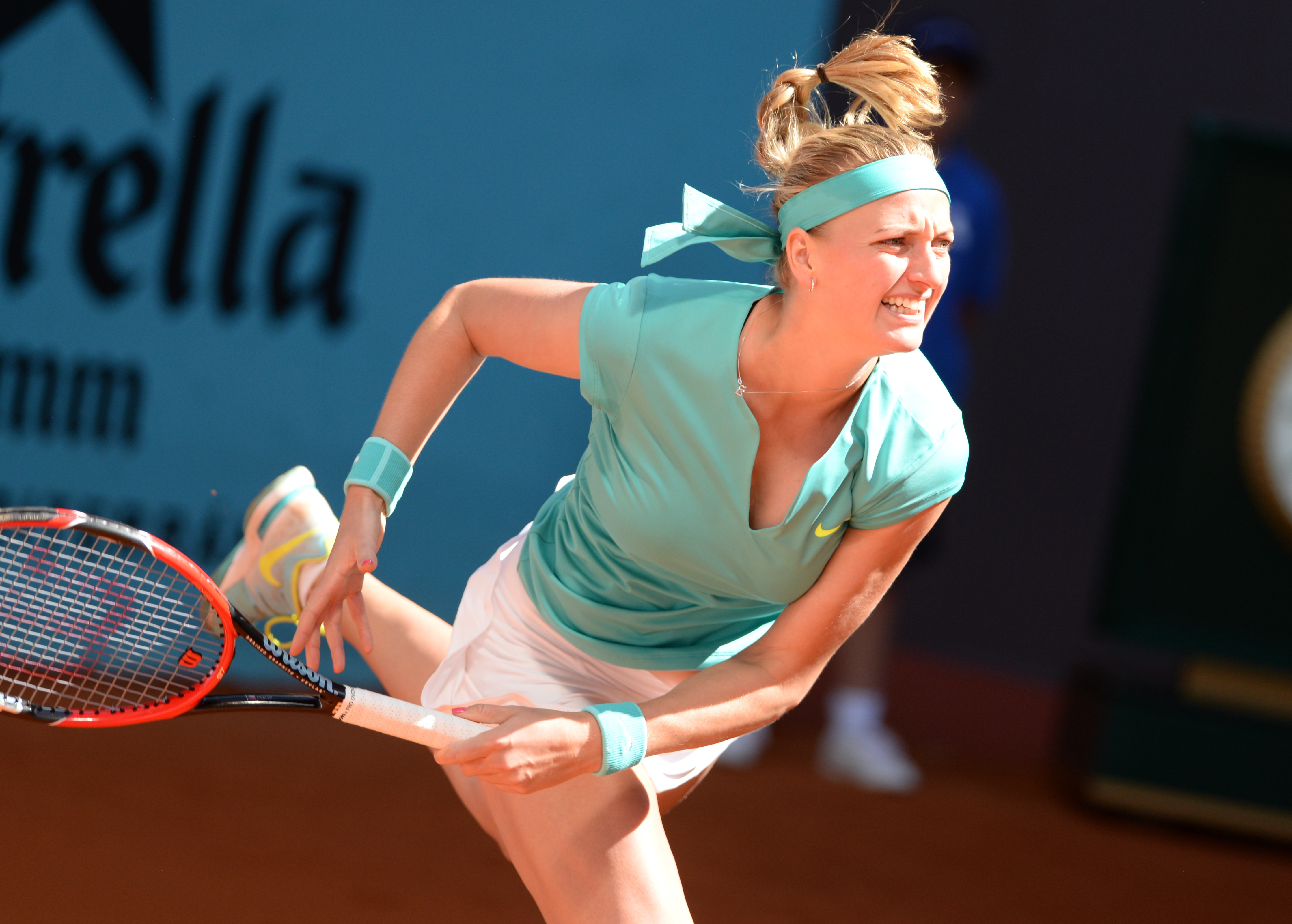
Vítězka Petra Kvitová

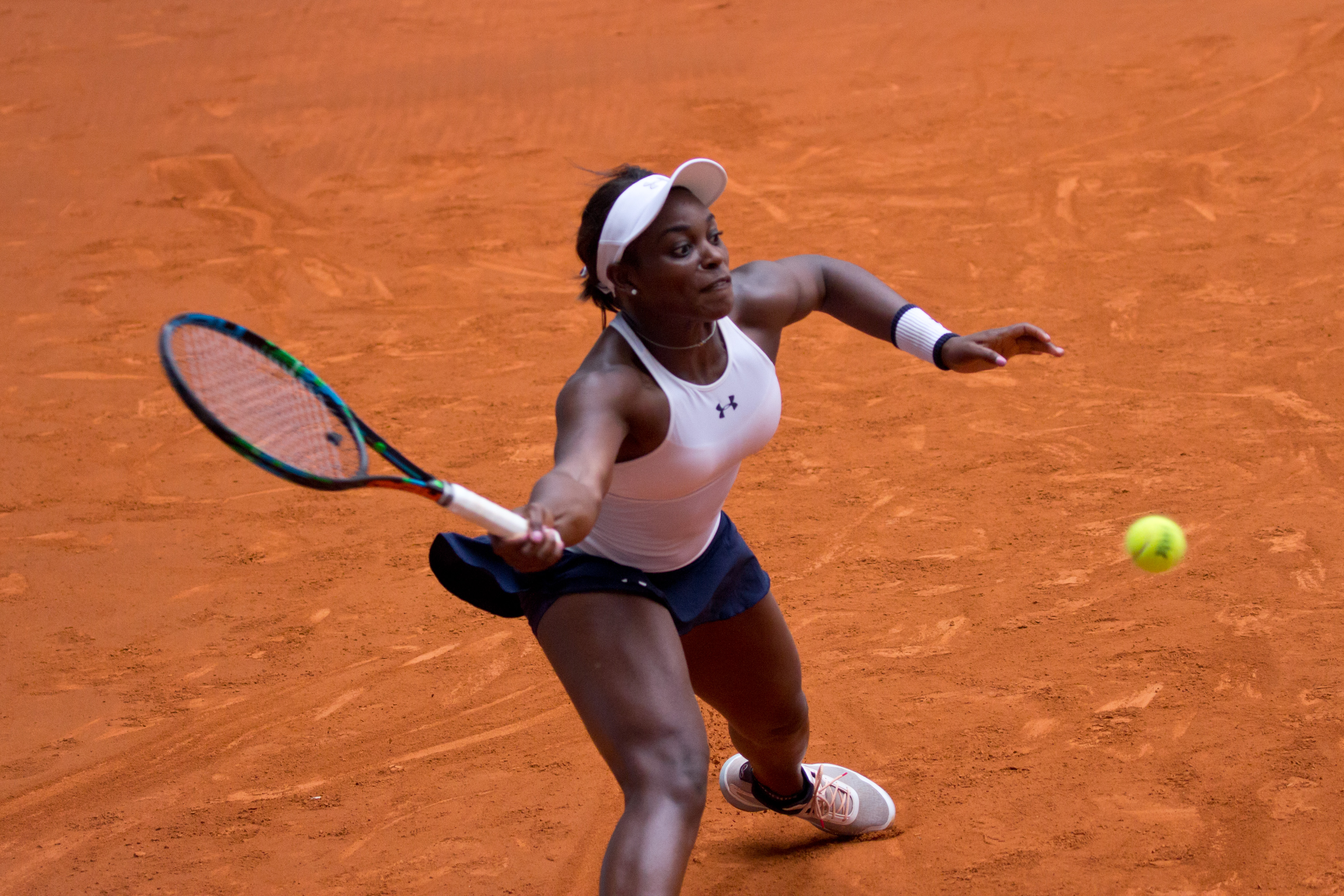
Sloane Stephensová

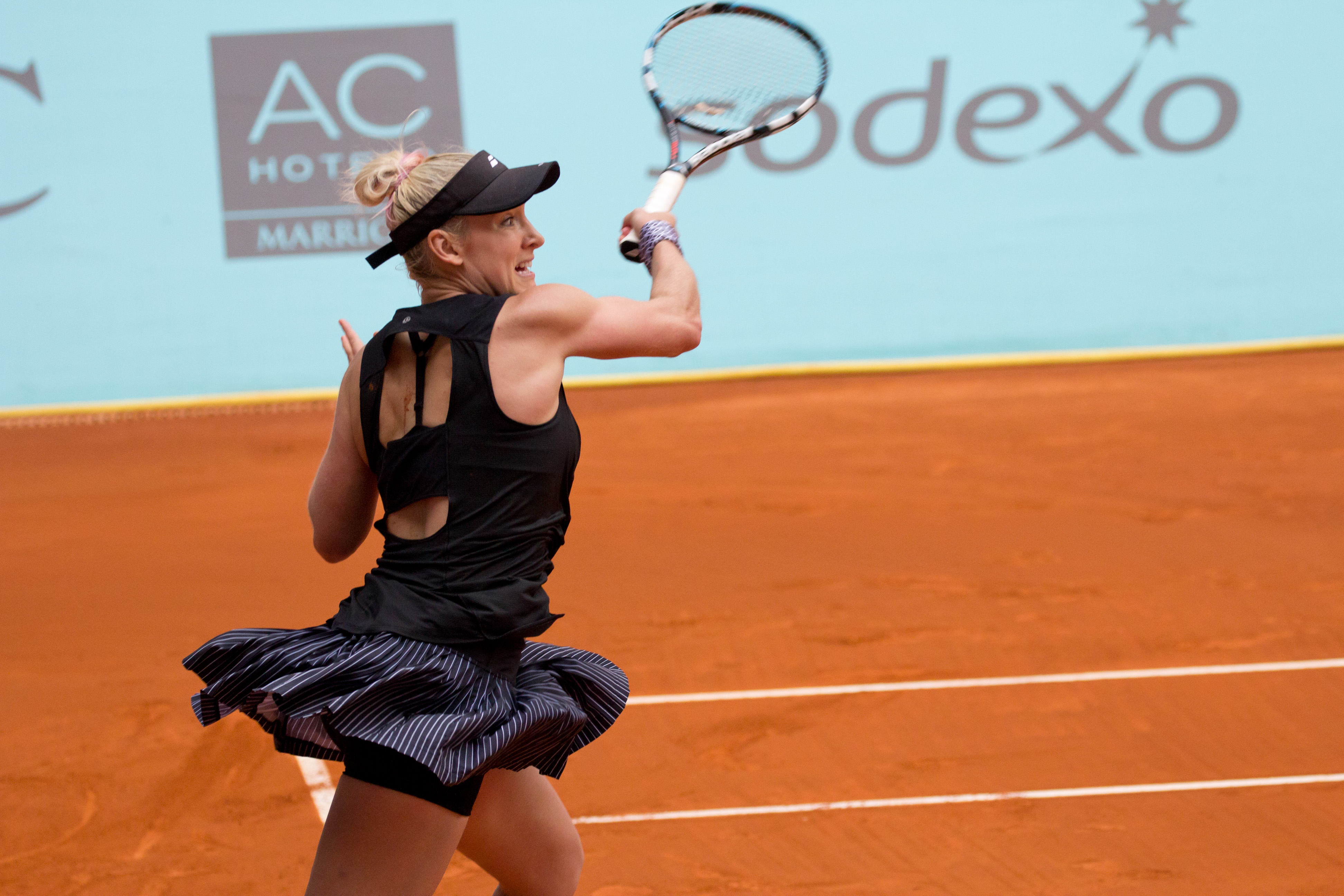
Bethanie Matteková-Sandsová

Následující hráčky obdržely divokou kartu do hlavní soutěže:
- Lara Arruabarrenová
- Alexandra Dulgheruová
- Francesca Schiavoneová
- Sílvia Solerová Espinosová
- María Teresa Torrová Florová

Následující hráčky postoupily z kvalifikace:
- Paula Badosa Gibertová
- Mariana Duqueová Mariñová
- Marina Erakovicová
- Julia Görgesová
- Olga Govorcovová
- Mirjana Lučićová Baroniová
- Christina McHaleová
- Andreea Mituová

### Odhlášení
před zahájením turnaje
- Jelena Jankovićová → nahradila ji Bethanie Matteková-Sandsová
- Johanna Larssonová → nahradila ji Ajla Tomljanovićová
- Magdaléna Rybáriková → nahradila ji Kurumi Naraová

v průběhu turnaje
- Andrea Petkovicová (gastrointestinal illness)

### Skrečování
- Paula Badosová
- Alexandra Dulgheruová

## Ženská čtyřhra

### Nasazení
| Stát                                                                                     | Hráčka                   | Stát      | Hráčka                 | WTA | Nasazení |
| ---------------------------------------------------------------------------------------- | ------------------------ | --------- | ---------------------- | --- | -------- |
| Švýcarsko                                                                                | Martina Hingisová        | Indie     | Sania Mirzaová         | 5.  | 1.       |
| Rusko                                                                                    | Jekatěrina Makarovová    | Rusko     | Jelena Vesninová       | 14. | 2.       |
| Španělsko                                                                                | Garbiñe Muguruzaová      | Španělsko | Carla Suárez Navarrová | 22. | 3.       |
| Čínská Tchaj-pej                                                                         | Sie Šu-wej               | Itálie    | Flavia Pennettaová     | 25. | 4.       |
| USA                                                                                      | Raquel Kops-Jonesová     | USA       | Abigail Spearsová      | 28. | 5.       |
| Francie                                                                                  | Caroline Garciaová       | Slovinsko | Katarina Srebotniková  | 38. | 6.       |
| USA                                                                                      | Bethanie Mattek-Sandsová | Česko     | Lucie Šafářová         | 41. | 7.       |
| Česko                                                                                    | Andrea Hlaváčková        | Česko     | Lucie Hradecká         | 44. | 8.       |
| Žebříček WTA k 27. dubnu 2015; číslo je součtem žebříčkového postavení obou členek páru. |                          |           |                        |     |          |

### Jiné formy účasti
Následující páry obdržely divokou kartu do hlavní soutěže:
- Paula Badosová /  Sara Sorribesová Tormová
- Alizé Cornetová /  Heather Watsonová
- Věra Duševinová /  María José Martínezová Sánchezová
- Madison Keysová /  Lisa Raymondová

Následující pár nastoupil do čtyřhry z pozice náhradníka:
- Lara Arruabarrenová /  Irina-Camelia Beguová

### Odhlášení
před zahájením turnaje
- Paula Badosová (poranění levé dolní končetiny)

## Přehled finále

### Mužská dvouhra
- Andy Murray vs.  Rafael Nadal, 6–3, 6–2

### Ženská dvouhra
- Petra Kvitová vs.  Světlana Kuzněcovová, 6–1, 6–2

### Mužská čtyřhra
- Rohan Bopanna /  Florin Mergea vs.  Marcin Matkowski /  Nenad Zimonjić, 6–2, 6–7(5–7), [11–9]

### Ženská čtyřhra
- Casey Dellacquová /  Jaroslava Švedovová vs.  Garbiñe Muguruzaová /  Carla Suárezová Navarrová, 6–3, 6–7(4–7), [10–5]